# 蒂蕾西亚的乳房
蒂雷西亞的乳房（法語：Les Mamelles de Tirésias）是法國詩人、劇作家紀堯姆·阿波利奈爾創作於1903年的一部超現實主義戲劇 。「超現實主義」一詞即源於它，劇作家在此劇劇名下標明：這是一部「兩幕及一序幕」的「超現實主義戲劇」。
1917年6月24日首演於莫貝勒劇院（Le conservatoire Maubel），由皮埃爾·亞柏特-畢侯（Pierre Albert-Birot）導演，劇場由塞爾吉·菲哈（Serge Férat）設計，服裝設計為依蓮．拉居（Irène Lagut）。音樂則是由捷爾曼·亞柏特-畢侯（Germaine Albert-Birot）譜曲。
該劇內容啓發於古希臘的盲人預言家蒂雷西亞的故事：有一次，他聽到一對夫婦爭吵，原因是妻子抱怨孩子太多。蒂雷西亞惡作劇地將妻子的乳房移到那個不負責任的丈夫身上，最後，不停生孩子的丈夫只能懇求蒂雷西亞將性別換回來。當時，阿波利內爾對該作品並不太滿意，到他去世前的一年，1917年，他重寫了劇本。
該劇的首演造成社會輿論的攻擊，尤其是劇中影射第一次世界大戰的部分。
該作由作曲家弗朗西斯·普朗克改寫為同名歌劇，於1947年6月3日於法國國家喜歌劇院（Théâtre national de l'Opéra-Comique）首演。